# Rooster
«Rooster» es una canción de la banda de rock estadounidense Alice in Chains, incluida en su segundo álbum de estudio, Dirt (1992). Fue publicada como el cuarto sencillo del álbum en 1993. «Rooster» pasó 20 semanas en la lista de Billboard Mainstream Rock Tracks, escalando hasta la séptima posición. Fue incluida en el álbum en directo Unplugged (1996) y en los recopilatorios Music Bank (1999), Greatest Hits (2001) y The Essential Alice in Chains (2006).

## Letra
La canción fue escrita por el guitarrista Jerry Cantrell como un homenaje para su padre, quien sirvió en el ejército de los Estados Unidos durante la guerra de Vietnam. «Rooster» era el apodo de infancia del padre de Cantrell, quien era llamado así debido a su actitud engreída y a su peinado, similar a la cresta de un gallo.
Cantrell escribió la canción mientras vivía en la casa de Chris Cornell y Susan Silver en Seattle en 1991. En las noches, Cantrell seguía pensando en su padre y en las cicatrices psicológicas de su época en la guerra de Vietnam que contribuyeron a la desintegración de su familia, así que decidió escribir la letra desde el punto de vista de su padre.

## Lista de canciones
| N.º | Título                             | Duración |  |
| 1.  | «Rooster»                          | 6:18     |  |
| 2.  | «Sickman»                          | 5:29     |  |
| 3.  | «It Ain't Like That» (de Facelift) | 4:37     |  |

## Créditos
- Layne Staley – voz
- Jerry Cantrell – guitarra, coros
- Mike Starr – bajo
- Sean Kinney – batería